# 제니트 (위성)

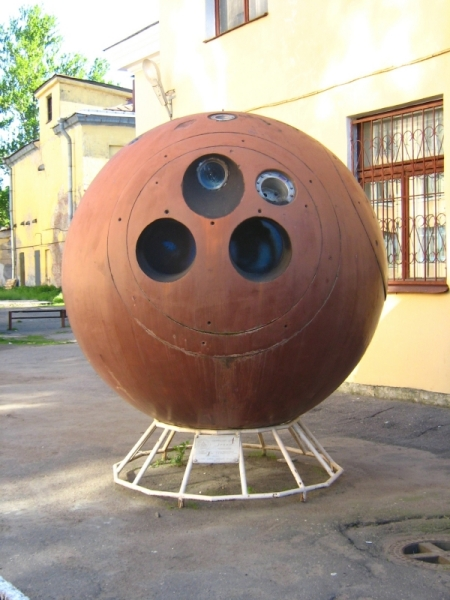
제니트 재진입 캡슐 (카메라 포트를 보여주고 있다)

제니트(Zenit, 러시아어: Зени́т, IPA: [zʲˈˈnʲit], Zenith)는 1961년부터 1994년 사이에 소련이 발사한 일련의 군용 사진 정찰위성이다. 특성을 숨기기 위해 모든 비행에는 공개적으로 코스모스라는 명칭이 부여되었다.

## 설명
제니트  위성의 기본 설계는 귀환 및 서비스 모듈을 공유하는 보스토크 유인 우주선과 유사했다. 직경 2.3m(7.5ft)의 구형 재진입 캡슐로 구성되었으며, 질량은 약 2,400kg(5,300lb)이다. 이 캡슐에는 카메라 시스템, 필름, 복구 비콘, 낙하산 및 파괴 폭탄이 포함되어 있다. 궤도에서 이는 서비스 모듈이 분리되기 전에 배터리, 전자 장비, 방향 설정 시스템 및 재진입을 위해 제니트 의 속도를 늦추는 액체 연료 로켓 엔진을 포함하는 서비스 모듈에 부착되었다. 궤도의 총 길이는 약 5미터(16피트)였으며 총 질량은 4,600~4,740킬로그램(10,140~10,450파운드)이었다.

## 종류
- 제니트 2
- 제니트 2M
- 제니트 4
- 제니트 4 M
- 제니트 4 MK
- 제니트 4 MKM
- 제니트 4 MKT
- 제니트 4 MT
- 제니트 6U
- 제니트 8